# Carex spongiosa
Carex spongiosa är en halvgräsart som beskrevs av Jisaburo Ohwi. Carex spongiosa ingår i släktet starrar, och familjen halvgräs. Inga underarter finns listade i Catalogue of Life.